# Vilars
Vilars är en ort i kommunen Val-de-Ruz i kantonen Neuchâtel i Schweiz. Den ligger cirka 4,5 kilometer norr om Neuchâtel. Orten har cirka 283 invånare (2021).
Före den 1 januari 2013 tillhörde Vilars kommunen Fenin-Vilars-Saules och var dess huvudort.